# Toribio Montes
Toribio Montes-Caloca y Pérez (San Mamés de Polaciones, 7 de mayo de 1749-Madrid, 13 de diciembre de 1830) fue un militar y gobernador colonial español, que gobernó Puerto Rico entre 1804 y 1809 y presidió la Real Audiencia de Quito de 1811 a 1817.

## Primeros años
Nació en la aldea cántabra de San Mamés, en el seno de una familia de hidalgos rurales con algunos miembros en el ejército. Su padre, Pedro Montes Caloca, también natural de San Mamés, llegó a ser teniente regidor y procurador síndico de todo el valle de Polaciones. Su madre, Ángela Pérez Alonso, era natural de la localidad de Valdeprado. Poco se conoce de su niñez y juventud, solamente que adquirió una brillante instrucción y que, al ser un segundón sin derecho a heredar el mayorazgo familiar, emprendió la carrera militar ganando sus grados por méritos y antigüedad.

## Carrera militar
A la edad de quince años, en 1764, se alistó como cadete en el Regimiento de Infantería del Príncipe, destinado por entonces en Orán. Participó en la expedición contra Argel de 1775 (donde fue herido de muerte), en el sitio de Gibraltar de 1779 y en la reconquista de Menorca a los ingleses en 1782. Siendo coronel y jefe del batallón de infantería de Murcia recibió como cadete a José de San Martín, quién contaba con solo once años de edad. En 1787 fue reconocida su condición de noble por la Real Audiencia de Valladolid y en 1789 profesó como caballero de la Orden de Santiago.
En 1795 fue ascendido a Coronel durante su participación en la Guerra del Rosellón y dos años más tarde fue nombrado brigadier. En 1802, después de haber participado en la Guerra de las Naranjas, pasó a Mariscal de Campo y el 26 de abril de 1804 fue designado para ocupar la Capitanía General de Puerto Rico, donde permaneció casi cinco años, distinguiéndose por su buen gobierno.
En 1810 pasó al Perú con el cargo de gobernador del Callao. El 1 de noviembre de 1811, por mandato del Consejo de Regencia de España e Indias, fue nombrado presidente de la Real Audiencia de Quito y jefe del ejército encargado para pacificar la zona después de los tumultos independentistas. El 1812 asciende a teniente general.
Llegó a Guayaquil en junio de 1812 y se dirigió a Guaranda, pues Quito seguía ocupada por las fuerzas patriotas. La expedición de Montes dio su primer combate en la Batalla de Chimbo, con resultados ventajosos para los quiteños que obligaron a los españoles a replegarse. Los realistas también avanzaban desde Cuenca con los generales Melchor de Aymerich y Juan de Sámano. El segundo encuentro fue en la Batalla de Mocha, que terminó con el triunfo hispano y la ocupación de la ciudad de Mocha por Montes, quien siguió luego sobre Ambato y Latacunga, siempre en manos de los patriotas. 
El 6 de noviembre de 1812 se situó en las cercanías de Quito y lanzó a los rebeldes una proclama llena de sentimientos de humanidad si le entregaban la ciudad sin combate. Pero los patriotas, comandados por Carlos Montúfar, que habían declarado su independencia de España en el Estado de Quito, decidieron luchar. Para ello fortificaron el acceso sur de la ciudad y se atrincheraron en el fortín del cerro de El Panecillo, lo cual no impidió que fuera tomado por Montes y su ejército tras la llamada Batalla de El Panecillo, obligando a Montúfar y a buena parte de la población de Quito a huir hacia Ibarra, donde la nación quiteña caería finalmente tras la Batalla de Ibarra.
Una vez ocupada Quito, Toribio Montes, presidente de su Audiencia, tomó a su cargo el restablecimiento del orden en la Presidencia. Primero, continuó con una exitosa campaña militar hacia el norte de la presidencia en la gobernación de Popayán. Segundo, juzgó a los insurgentes quiteños con rigurosidad, pero con tino político, indultando a la mayoría de ellos. Muchos llegarían a obtener cargos políticos durante su presidencia. Tercero, juraría y establecería la Constitución de Cádiz, estableciendo la Provincia de Quito, convocando a elecciones en los ayuntamientos constitucionales, convocando a la Diputación Provincial, y vigilando la elección de los diputados por Quito a las Cortes de Madrid. 
La resistencia de los insurgentes de las Ciudades Confederadas del Valle del Cauca en el norte de la gobernación de Popayán obligó a Montes a nombrar al teniente coronel Vidaurrázaga para la ocupación de Popayán el 29 de diciembre de 1814, sin embargo los insurgentes vallecaucanos y neogranadinos vencieron en la Batalla del río Palo el 5 de julio de 1815, y la ciudad caería en manos del ejército republicano el 9 de julio. Comprendiendo Montes que requería los servicios de Sámano, que se hallaba en Quito esperando un proceso judicial por sus derrotas en Palacé y Calibío, le volvió a llamar al servicio y mandó proponer a Camilo Torres Tenorio, encargado del poder Ejecutivo Federal de las Provincias Unidas de la Nueva Granada, una rendición honrosa que fue enérgicamente rechazada. Por esos días arribó de España la poderosa expedición militar del general Pablo Morillo, compuesta en su casi totalidad por excombatientes de la guerra contra los franceses en la península. Morillo cercó y tomó Cartagena de Indias y ocupó Cachirí, mientras Sámano, que había salido de Pasto con mil cuatrocientos hombres, se fortificaba a pocas leguas de Popayán, en el sitio denominado la Cuchilla del Tambo en 1816, donde derrotó a los insurgentes bajo las órdenes del teniente coronel Liborio Mejía. Entre los ejecutados luego de esa batalla estuvo Carlos Montúfar, antiguo comisionado regio para Quito por el Consejo de Regencia. 
Montes debió deshacer las órdenes ejecutadas durante el período constitucional gaditano, tras la derogación de la Constitución de Cádiz, aún en 1817, a días de terminar su período como presidente de la Real Audiencia. Partió de Quito el 26 de julio de 1817, aunque no llegó a España hasta dos años después, cuando arribó a Cádiz el 29 de abril de 1819. Tras presentarse ante el ministro de Guerra en Madrid, fue nombrado vocal de las órdenes de Isabel la Católica y de San Fernando, y posteriormente vocal de la Junta Militar de Indias. 
A los setenta y dos años de edad, sesenta y tres de ellos en el ejército, Toribio Montes solicitó retirarse a la ciudad de Murcia. A los pocos meses de encontrarse allí tuvo lugar la invasión de los Cien Mil Hijos de San Luis, a raíz de la cual huyeron las autoridades liberales de la provincia de Murcia. Tras restablecerse el absolutismo, el anciano general Toribio Montes fue colocado al mando de la provincia hasta que es reemplazado el 31 de diciembre de 1827. En abril de 1828 solicita al rey trasladarse a Madrid, poniendo como excusa la mala calidad del agua de Murcia que dice no le viene bien a su salud, y alabando el clima de la corte. Su salud debió agravarse porque no llegó a viajar a Madrid, muriendo en Murcia el 1 de enero de 1829, a la edad de setenta y nueve años.